# Championnats d'Europe de karaté 2013

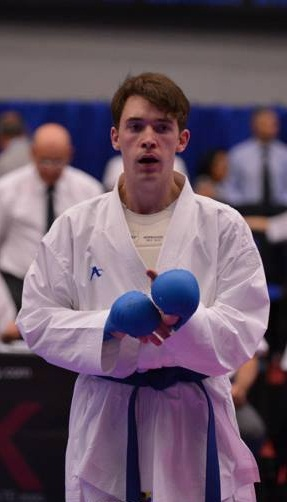
Le karatéka allemand Patrick Urban aux championnats d'Europe de karaté 2013.

Les championnats du monde de karaté 2013 ont lieu du 9 au 12 mai 2013 en Hongrie, à Budapest. Il s'agit de la 48e édition des championnats d'Europe de karaté senior organisés chaque année par la Fédération européenne de karaté et de la première ayant lieu dans le pays.

## Résultats

### Épreuves individuelles

#### Kata
| Rang | Pays               | Karatéka                       |
| ---- | ------------------ | ------------------------------ |
| 1    | Espagne            | Damián Hugo Quintero Capdevila |
| 2    | France             | Vu Duc Minh Dack               |
| 3    | Italie             | Luca Valdesi                   |
| 3    | Turquie            | Mehmet Yakan                   |
| 5    | Russie             | Maksim Ksenofontov             |
| 5    | Angleterre         | Jonathan Mottram               |
| 7    | République tchèque | Vladimír Míček                 |
| 7    | Serbie             | Dejan Pajkic                   |

| Rang | Pays    | Karatéka            |
| ---- | ------- | ------------------- |
| 1    | Espagne | Yaiza Martin Abello |
| 2    | Italie  | Viviana Bottaro     |
| 3    | Serbie  | Marija Madzarevic   |
| 3    | France  | Sandy Scordo        |
| 5    | À venir | À venir             |
| 5    | À venir | À venir             |
| 7    | À venir | À venir             |
| 7    | À venir | À venir             |

#### Kumite

##### Kumitemasculin
| Rang | Pays      | Karatéka           |
| ---- | --------- | ------------------ |
| 1    | Turquie   | Aykut Kaya         |
| 2    | Allemagne | Alexander Heimann  |
| 3    | Lettonie  | Kalvis Kalnins     |
| 3    | Grèce     | Georgios Kostouros |
| 5    | À venir   | À venir            |
| 5    | À venir   | À venir            |
| 7    | À venir   | À venir            |
| 7    | À venir   | À venir            |

| Rang | Pays    | Karatéka       |
| ---- | ------- | -------------- |
| 1    | France  | William Rolle  |
| 2    | Turquie | Ömer Kemaloğlu |
| 3    | Hongrie | Adam Kovacs    |
| 3    | Suisse  | Kujtim Bajrami |
| 5    | À venir | À venir        |
| 5    | À venir | À venir        |
| 7    | À venir | À venir        |
| 7    | À venir | À venir        |

| Rang | Pays        | Karatéka       |
| ---- | ----------- | -------------- |
| 1    | Azerbaïdjan | Rafael Aghayev |
| 2    | Pays-Bas    | Rene Smaal     |
| 3    | Italie      | Luigi Busa     |
| 3    | Turquie     | Serkan Yagci   |
| 5    | À venir     | À venir        |
| 5    | À venir     | À venir        |
| 7    | À venir     | À venir        |
| 7    | À venir     | À venir        |

| Rang | Pays              | Karatéka        |
| ---- | ----------------- | --------------- |
| 1    | France            | Kenji Grillon   |
| 2    | Grèce             | Geórgios Tzános |
| 3    | Géorgie           | Gogita Arkania  |
| 3    | Macédoine du Nord | Berat Jakupi    |
| 5    | À venir           | À venir         |
| 5    | À venir           | À venir         |
| 7    | À venir           | À venir         |
| 7    | À venir           | À venir         |

| Rang | Pays      | Karatéka           |
| ---- | --------- | ------------------ |
| 1    | Turquie   | Enes Erkan         |
| 2    | Italie    | Stefano Maniscalco |
| 3    | Allemagne | Jonathan Horne     |
| 3    | Portugal  | Nuno Manuel Dias   |
| 5    | À venir   | À venir            |
| 5    | À venir   | À venir            |
| 7    | À venir   | À venir            |
| 7    | À venir   | À venir            |

| Rang | Pays    | Karatéka |
| ---- | ------- | -------- |
| 1    | À venir | À venir  |
| 2    | À venir | À venir  |
| 3    | À venir | À venir  |
| 3    | À venir | À venir  |
| 5    | À venir | À venir  |
| 5    | À venir | À venir  |
| 7    | À venir | À venir  |
| 7    | À venir | À venir  |

| Rang | Pays    | Karatéka |
| ---- | ------- | -------- |
| 1    | À venir | À venir  |
| 2    | À venir | À venir  |
| 3    | À venir | À venir  |
| 3    | À venir | À venir  |
| 5    | À venir | À venir  |
| 5    | À venir | À venir  |
| 7    | À venir | À venir  |
| 7    | À venir | À venir  |

##### Kumiteféminin
| Rang | Pays    | Karatéka          |
| ---- | ------- | ----------------- |
| 1    | France  | Alexandra Recchia |
| 2    | Turquie | Serap Özçelik     |
| 3    | Grèce   | Evdoxía Kosmídou  |
| 3    | Italie  | Selene Guglielmi  |
| 3    | À venir | À venir           |
| 5    | À venir | À venir           |
| 5    | À venir | À venir           |
| 7    | À venir | À venir           |
| 7    | À venir | À venir           |

| Rang | Pays      | Karatéka           |
| ---- | --------- | ------------------ |
| 1    | Turquie   | Tuba Yenen         |
| 2    | Italie    | Sara Cardin        |
| 3    | Hongrie   | Beatrix Toth       |
| 3    | Slovaquie | Jana Vojtikevicova |
| 5    | À venir   | À venir            |
| 5    | À venir   | À venir            |
| 7    | À venir   | À venir            |
| 7    | À venir   | À venir            |

| Rang | Pays       | Karatéka         |
| ---- | ---------- | ---------------- |
| 1    | Ukraine    | Anita Serogina   |
| 2    | Serbie     | Sanja Cvrkota    |
| 3    | Angleterre | Natalie Williams |
| 3    | Turquie    | Bahar Erseker    |
| 5    | À venir    | À venir          |
| 5    | À venir    | À venir          |
| 7    | À venir    | À venir          |
| 7    | À venir    | À venir          |

| Rang | Pays       | Karatéka           |
| ---- | ---------- | ------------------ |
| 1    | Turquie    | Hafsa Şeyda Burucu |
| 2    | Autriche   | Alisa Buchinger    |
| 3    | Hongrie    | Sandra Metzger     |
| 3    | Monténégro | Marina Rakovic     |
| 5    | À venir    | À venir            |
| 5    | À venir    | À venir            |
| 7    | À venir    | À venir            |
| 7    | À venir    | À venir            |

| Rang | Pays     | Karatéka        |
| ---- | -------- | --------------- |
| 1    | Suisse   | Jessica Cargill |
| 2    | Italie   | Greta Vitelli   |
| 3    | Hongrie  | Nikola Bartha   |
| 3    | Belgique | Laura Pradelli  |
| 5    | À venir  | À venir         |
| 5    | À venir  | À venir         |
| 7    | À venir  | À venir         |
| 7    | À venir  | À venir         |

| Rang | Pays    | Karatéka |
| ---- | ------- | -------- |
| 1    | À venir | À venir  |
| 2    | À venir | À venir  |
| 3    | À venir | À venir  |
| 3    | À venir | À venir  |
| 5    | À venir | À venir  |
| 5    | À venir | À venir  |
| 7    | À venir | À venir  |
| 7    | À venir | À venir  |

### Épreuves par équipes

#### Kata
| Rang | Pays      |
| ---- | --------- |
| 1    | Espagne   |
| 2    | Allemagne |
| 3    | Russie    |
| 3    | Turquie   |
| 5    | À venir   |
| 5    | À venir   |
| 7    | À venir   |
| 7    | À venir   |

| Rang | Pays      |
| ---- | --------- |
| 1    | Italie    |
| 2    | Allemagne |
| 3    | Espagne   |
| 3    | Serbie    |
| 5    | À venir   |
| 5    | À venir   |
| 7    | À venir   |
| 7    | À venir   |

#### Kumite
| Rang | Pays               |  |
| ---- | ------------------ |  |
| 1    | France             |  |
| 2    | Bosnie-Herzégovine |  |
| 3    | Allemagne          |  |
| 3    | Slovénie           |  |
| 5    | À venir            |  |
| 5    | À venir            |  |
| 7    | À venir            |  |
| 7    | À venir            |  |

| Rang | Pays    |  |
| ---- | ------- |  |
| 1    | Croatie |  |
| 2    | France  |  |
| 3    | Hongrie |  |
| 3    | Suisse  |  |
| 5    | À venir |  |
| 5    | À venir |  |
| 7    | À venir |  |
| 7    | À venir |  |

## Tableau des médailles
| Tableau des médailles |                    |    |        |        |       |
| Rang                  | Pays               | Or | Argent | Bronze | Total |
| 1                     | Turquie            | 4  | 2      | 4      | 10    |
| 2                     | France             | 4  | 2      | 1      | 7     |
| 3                     | Espagne            | 3  | 0      | 1      | 4     |
| 4                     | Italie             | 1  | 4      | 3      | 8     |
| 5                     | Suisse             | 1  | 0      | 2      | 3     |
| 6                     | Croatie            | 1  | 0      | 0      | 1     |
| 6                     | Ukraine            | 1  | 0      | 0      | 1     |
| 6                     | Azerbaïdjan        | 1  | 0      | 0      | 1     |
| 9                     | Allemagne          | 0  | 3      | 2      | 5     |
| 10                    | Serbie             | 0  | 1      | 2      | 3     |
| 10                    | Grèce              | 0  | 1      | 2      | 3     |
| 12                    | Autriche           | 0  | 1      | 0      | 1     |
| 12                    | Pays-Bas           | 0  | 1      | 0      | 1     |
| 12                    | Bosnie-Herzégovine | 0  | 1      | 0      | 1     |
| 15                    | Hongrie            | 0  | 0      | 5      | 5     |
| 16                    | Macédoine du Nord  | 0  | 0      | 1      | 1     |
| 16                    | Monténégro         | 0  | 0      | 1      | 1     |
| 16                    | Slovénie           | 0  | 0      | 1      | 1     |
| 16                    | Belgique           | 0  | 0      | 1      | 1     |
| 16                    | Lettonie           | 0  | 0      | 1      | 1     |
| 16                    | Russie             | 0  | 0      | 1      | 1     |
| 16                    | Slovaquie          | 0  | 0      | 1      | 1     |
| 16                    | Angleterre         | 0  | 0      | 1      | 1     |
| 16                    | Géorgie            | 0  | 0      | 1      | 1     |
| 16                    | Portugal           | 0  | 0      | 1      | 1     |